# Hyundai Aslan

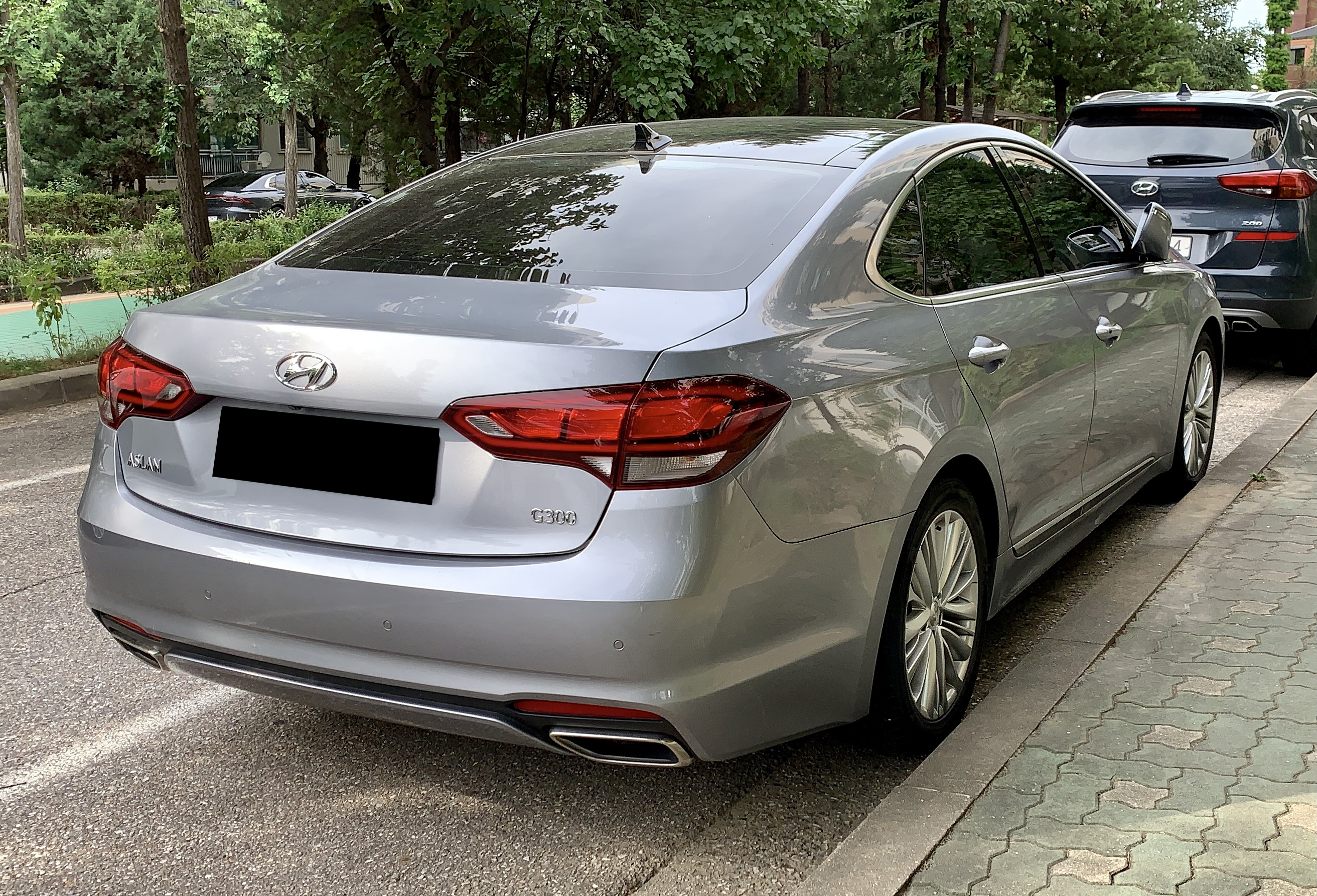
Вид сзади

Hyundai Aslan (в пер. с тур. лев) — среднеразмерный седан бизнес-класса, выпускающийся компанией Hyundai Motor с 2014 по 2017 год. В иерархии автомобиль заполнял промежуток между Hyundai Grandeur и Hyundai Genesis. В Россию официально не поставлялся.
До 2016 года автомобиль оснащался 6-ступенчатой автоматической трансмиссией, с 2016 года передач стало на 2 больше.
Впереди присутствует радиаторная решётка в стиле Hyundai. Бампер имеет воздухозаборную прорезь для устойчивой работы двигателя. На бампере присутствуют противотуманки. Добавлены светодиодные ДХО. Капот позволяет пешеходу избежать травм в случае наезда.

## Технические характеристики
- система контроля давления воздуха в шинах;
- система оповещения о боковых столкновениях;
- контроль «слепых зон»;
- контроль схода с полосы движения;
- система распределения тормозного усилия;
- круиз-контроль.

## Двигатели
| Модель              | Годы производства | Объём и расположение цилиндров | Мощность                  | Крутящий момент         |
| ------------------- | ----------------- | ------------------------------ | ------------------------- | ----------------------- |
| Lambda 3.0 GDi      | 2014—2017         | 2999 см3 V6                    | 266 л. с. при 6400 об/мин | 310 Н*м при 5300 об/мин |
| Lambda 3.3 GDi/G330 | 2014—2017         | 3342 см3 V6                    | 290 л. с. при 6400 об/мин | 346 Н*м при 5200 об/мин |